# José Ferreras Toro
José Ferreras Toro (Alcañices, província de Zamora, 1839 – Madrid, 21 de gener de 1904) fou un periodista, polític i advocat castellà.
Llicenciat en dret, es va establir a Valladolid, on fou corresponsal d'El Norte de Castilla, i després a Madrid, on fou redactor d'El Contemporáneo. Quan tancà el diari, tornà a Alcañices a treballar d'advocat, però tornà a Madrid després de la revolució de 1868, on fou director d'El Gobierno, i propietari d'El Correo. També treballà com a advocat consultor del Banc d'Espanya.
A les eleccions generals espanyoles de 1876 fou elegit diputat pel districte de Sort del Partit Constitucional i a les eleccions generals espanyoles de 1881 ho fou pel de Caguas (Puerto Rico), però va renunciar el 1882 i ocupà l'escó per la circumscripció de la Almunia de Doña Godina. Després fou novament diputat per Madrid a les eleccions generals espanyoles de 1886, senador per la província d'Ourense el 1891-1893, per Santa Clara (Cuba) el 1893-1894 i senador vitalici des d'aleshores. També fou governador civil de la província de Salamanca, director general d'Obres Públiques (març-setembre 1882) i vocal del Consell Penitenciari el 1886.